# Filibuster
Als Filibuster (be ['fɪlɪbʌstə], ae ['fɪlɪbʌstəʴ] vom spanischen „filibustero“) wird die Taktik einer Minderheit in einem Parlament bezeichnet, durch Dauerreden oder die bloße Androhung von Dauerreden eine Beschlussfassung durch die Mehrheit zu verhindern oder zu verzögern. Dabei wird hinter den Kulissen meist zugleich versucht, Überzeugungsarbeit bei einzelnen Abgeordneten der Mehrheitsfraktion gegen den Beschluss zu leisten. Der Filibuster ist kein neues Phänomen, sondern geht auf die römische Tradition der Ermüdungsrede zurück.
Im deutschen Sprachraum ist der verallgemeinerte Begriff der Filibusterei eingesickert, der jede zermürbende Abstimmungstaktik bezeichnet. Auch im englischen Sprachraum gibt es diese Verallgemeinerung („filibustering“). Nahezu alle demokratischen Systeme kennen geschichtlich eine Form der Filibusterei, auch wenn die Redezeit im Parlament begrenzt ist, etwa durch Anträge zur Tagesordnung, Anfragen zur Klärung einzelner Punkte und Nutzung von verlängerten Pausen.

## Wortherkunft
Der Begriff wurde vom spanischen filibustero übernommen, wobei dieser Begriff vom französischen flibustier abgeleitet ist, das sich wiederum aus einer entstellten Aussprache des niederländischen vrijbuiter (Freibeuter) herleitet – gemeint waren damit ursprünglich die Piraten, die zwischen ca. 1680 und 1800 die Karibik zwischen Kuba und Nicaragua unsicher machten. In der späteren US-amerikanischen Geschichte bezeichnete man mit dem Begriff filibuster Privatleute und Söldner, die militärische Interventionen gegen lateinamerikanische Staaten führten.

## Hintergrund
Zeit ist in Beschlussorganen ein knappes Gut. Durch eine lange Diskussion wird nicht nur das aktuelle Vorhaben blockiert, sondern auch alle nachfolgenden Punkte einer Tagesordnung können nicht mehr zur Abstimmung gebracht werden. So kann durch Filibusterei eine bedeutende Minderheit in einem Parlament die Geschicke der Gesetzesfindung insgesamt bestimmen. Die möglichen Verzögerungen sind zwar letztlich begrenzt, die Amtszeiten der Beschlussträger jedoch auch.
Das Mittel der Filibusterei ist keine Erfindung der USA. Schon im alten Rom gab es Marathonreden, so beschwerte sich Julius Caesar in seinem Buch De bello civili darüber, dass sein Erzfeind Cato den ganzen Tag im Senat rede. Im Abgeordnetenhaus des österreichischen Reichsrates hieß die Taktik „Obstruktion“ und wurde Anfang des 20. Jahrhunderts so häufig angewandt, dass letztlich der Ruf des gesamten Parlamentes litt.

## Filibuster im US-Senat

Vermonts Senator Warren Austin (R) bei einem Filibuster (1939)

Möglich wird diese Taktik der Marathonrede durch die im Vergleich zum Repräsentantenhaus sehr freizügige Geschäftsordnung des Senats: Die Senatoren haben das Recht, so lange sie wollen zu reden, ohne dass dies mit dem zur Debatte stehenden Thema etwas zu tun haben muss, ohne unterbrochen zu werden. Eine Ausnahme besteht im Reconciliation-Verfahren, das eingeführt wurde, um bei bestimmten Gesetzgebungsverfahren Filibuster zu verhindern. Allerdings kann das Verfahren nach den bestehenden Regeln nicht beliebig oft angewendet werden. Es ist nur in Ausnahmefällen erlaubt.

### Regelungen und Gepflogenheiten
Nachdem es bis 1917 überhaupt keine Regeln gegeben hatte, die die Redezeit der Senatoren beschränkten, kann heutzutage eine Debatte von drei Fünfteln der Senatoren (normalerweise also von 60) abgebrochen werden. Jedoch muss eine solche Abstimmung über Schluss der Debatte zwei Sitzungstage im Voraus beantragt werden und erlaubt im Erfolgsfall noch weitere 30 Stunden Debatte (also wesentlich mehr, als die Debatte über die meisten Beschlüsse insgesamt dauert), sodass sich mit einem Filibuster immer noch viel Zeit gewinnen lässt.
Von 1917 bis 1949 galt die Regel, dass die Debatte von zwei Dritteln der abstimmenden Senatoren geschlossen werden kann. Dann wurde sie bis 1959 darauf verschärft, dass nur zwei Drittel aller Senatoren dies beschließen konnten. Anschließend kehrte man zur vorigen Regelung zurück. 1975 wurde dann die heutige Regelung eingeführt.
Eine Änderung der Geschäftsordnung des Senats einschließlich der Bestimmung über den Debattenschluss könnte theoretisch durch einfache Mehrheit von 51 Stimmen beschlossen werden. Allerdings würde die Änderung der Geschäftsordnung selbst der unbeschränkten Debatte unterliegen, und zum Debattenschluss wären in diesem Fall sogar die Stimmen von zwei Dritteln der anwesenden Senatoren (also 67, wenn alle anwesend sind) erforderlich. Eine derartige Geschäftsordnungsänderung wird derzeit nicht ernsthaft diskutiert. Abgesehen davon, dass beide Parteien zu verschiedenen Zeiten Nutzen aus dem Filibuster gezogen haben, wird das ihn ermöglichende unbegrenzte Debattenrecht auch als dem Wesen des Senats gemäß verstanden, der im System der checks and balances eine gegenüber dem Repräsentantenhaus überlegtere und mäßigende Kammer sein soll. Es wird daher akzeptiert, dass im Senat langsamer gearbeitet wird, und die Filibusterei als typische Erscheinung seiner verfassungskonformen Aufgabe gesehen.
Da der Senat während eines Filibusters effektiv keine anderen Fragen behandeln kann und ein Filibuster beide Parteien ermüdet, werden Fragen, zu denen mindestens 41 Senatoren per Einspruch mit einem Filibuster drohen, in der Praxis meistens gar nicht erst auf die Tagesordnung gesetzt. Derartige sogenannte prozedurale Filibuster gehören zum Alltagsgeschäft; dass die Mehrheit den Abbruch einer Filibuster-Dauerrede erzwingt, ist hingegen sehr selten.
Der Senat ist ein kontinuierliches Organ, d. h., er kennt keine Legislaturperioden, an deren Ende er sich auflöst und ein neuer Senat gewählt wird. Stattdessen wird alle zwei Jahre ein Drittel der Senatoren neu gewählt, aber nie der ganze Senat. Da es nie einen neuen Senat gibt, beschließt er die Geschäftsordnung nicht wie im Repräsentantenhaus oder auch im Deutschen Bundestag nach jeder Wahl aufs Neue. Stattdessen bleibt sie dauerhaft in Kraft. Trotzdem besteht die in der Verfassung enthaltene Ermächtigung des Senats, seine Geschäftsordnung zu regeln, die von mehreren Mehrheitsführern dahingehend interpretiert wird, dass es verfassungswidrig sei, zukünftige Senatsgenerationen durch den Zwang zur Zweidrittelmehrheit für eine Geschäftsordnungsänderung zu binden. Daraus ergibt sich die als nuclear option bzw. von Anhängern teilweise als constitutional option bezeichnete Möglichkeit: Ein (nicht debattierfähiger) Geschäftsordnungsantrag kann feststellen, dass der amtierende Senatspräsident – in einer derart wichtigen Debatte wäre dies der Vizepräsident der Vereinigten Staaten – trotz der entgegenstehenden Geschäftsordnungsvorschrift von Verfassungs wegen verpflichtet sei, der [einfachen] Mehrheit die Möglichkeit zur Abstimmung zu geben. Dann könnte ein Filibuster mit einfacher Mehrheit beendet werden.
Diese Vorgehensweise wurde erst 2013 ausgeübt, und dann noch einmal 2017, für Abstimmungen über Kandidaten für Bundesgerichte. Die Drohung zur Beendigung eines Filibusters hat bis dahin mehrfach eine politische Rolle gespielt, unter anderem auch 1917 bei der Einführung der Möglichkeit, mit Dreifünftel-Mehrheit ein Debattenende zu erzwingen. 2005 drohten die Republikaner, einen demokratischen Filibuster gegen die Bestätigung von fünf von Präsident Bush vorgeschlagenen Richtern auf diese Weise zu beenden. Dazu kam es letztendlich nicht, da ein Kompromiss ausgehandelt wurde. Danach stimmten sieben Demokraten bei drei der fünf Richter für den Debattenschluss, im Gegenzug verpflichteten sich sieben Republikaner, bei den beiden anderen Richtern gegen eine Beendigung des Filibusters durch diese „nukleare Option“, also eine Änderung der Geschäftsordnung, zu stimmen. Die Republikaner setzten die damit absehbar aussichtslose Debatte bezüglich der beiden anderen Richter nicht mehr auf die Tagesordnung.
Am 21. November 2013 schließlich wurde die „nukleare Option“ doch noch ausgeübt: Die republikanische Minderheit im Senat verhinderte durch Filibusterei die Bestätigung der Ernennung von 59 Personen für Posten im Rahmen der Bundesverwaltung sowie von 17 Personen für Richterstellen an Bundesgerichten. Vertreter der Republikaner hatten erklärt, dem amtierenden Präsidenten Obama, so wörtlich, „jede weitere Ernennung für Berufungsgerichte des Bundes verweigern“ zu wollen. Dies wiederum veranlasste die Demokraten dazu, die Abschaffung des Filibusters bei der Ernennung dieser Posten mit einer knappen einfachen Mehrheit zu bestimmen. So umgingen sie die Abstimmung zur Beendigung der Debatte, für die sie eigentlich 60 Stimmen gebraucht hätten. Für Ernennungen für den Obersten Gerichtshof (Supreme Court) galten weiterhin die regulären (60 Stimmen) Filibuster-Regelungen, ehe die Republikaner am 6. April 2017, bei der Bestätigung von Neil Gorsuch für den Richterposten am Supreme Court, ebenfalls die Filibuster-Regelungen aufweichten: Nachdem die Republikaner im Senat nur über 52 Mitglieder und drei weitere Stimmen von nahestehenden Senatoren verfügten, konnten sie die Bestätigung erst nicht gegen den erklärten Willen der Demokraten ausüben, die die gänzliche Nichtberücksichtigung des ursprünglich Nominierten Merrick Garland als unrechtmäßig ansahen. Die Republikaner änderten daraufhin die Geschäftsordnung dahingehend, dass ebenfalls eine einfache Mehrheit ausreicht, um den Filibuster zu beenden und die Ernennung ihres vorgeschlagenen Richters für den Supreme Court durchzusetzen.

### Längste Reden

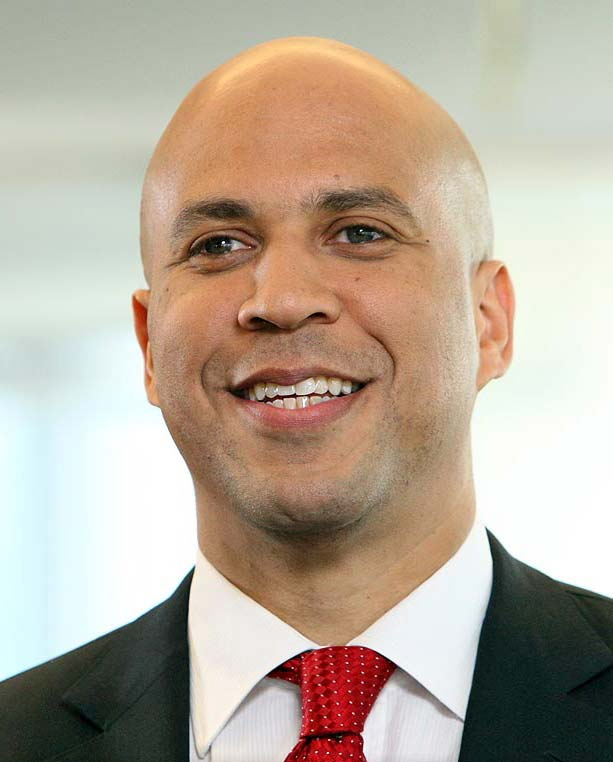
Cory Booker, Rekordhalter für die längste Rede (25 Stunden und 4 Minuten)

Ab dem 31. März 2025 hielt Senator Cory Booker die bislang längste Rede. Thema der Rede war die durch die zweite Präsidentschaft von Donald Trump seiner Ansicht nach verursachte Krise der Vereinigten Staaten. Die 25 Stunden und vier Minuten dauernde Rede wurde allein auf Youtube am Ende von 115.000 Personen live verfolgt. Die Rede Bookers war allerdings kein Filibuster im eigentlichen Sinne, da durch sie kein Gesetzesvorhaben aufgehalten wurde, sondern durch sie der Kampfgeist der Demokratischen Partei gezeigt werden sollte.
Die zweitlängste Einzelrede mit einer Gesamtlänge von 24 Stunden und 18 Minuten hielt Senator Strom Thurmond aus South Carolina am 28. und 29. August 1957, um den Civil Rights Act of 1957 zu verhindern, der Afroamerikanern die Wahrnehmung des Wahlrechts erleichtern sollte. Nach Ausführungen zur Sache zitierte er unter anderem die Unabhängigkeitserklärung der Vereinigten Staaten, die Bill of Rights und die Wahlgesetze sämtlicher Bundesstaaten. Auch über Kuchenrezepte seiner Großmutter referierte er im Rahmen dieser Rede. Thurmond hatte seinen Filibuster angekündigt und vorbereitet. So war er zuvor in einer Sauna gewesen, um während der Rede nicht auf die Toilette zu müssen. Falls dies doch eingetreten wäre, stand im Nebenraum ein Mitarbeiter mit einem Eimer bereit, sodass der Senator seine Notdurft hätte verrichten können, während er immer noch mit einem Bein im Senat anwesend gewesen wäre. Auch die Senatskollegen hatten sich auf die lange Rede eingestellt und Decken mitgebracht. Am Ende seiner Rede wurde seine Sprache undeutlich und monoton. Die New York Times schrieb darüber, dass die zitierten Gesetzespassagen „genauso gut aus dem Telefonbuch“ hätten sein können. Insgesamt dauerten die Beratungen für das Gesetz 57 Tage, in denen der Senat keine anderen Beschlüsse fassen konnte. Thurmonds Einsatz war letzten Endes vergebens, da schon kurz nach seiner Rede das Gesetz verabschiedet wurde, aber seine Anhänger bejubelten ihn. Thurmond erwarb sich u. a. durch diese Rede, aber auch durch seine enorm lange Senatsmitgliedschaft von fast 50 Jahren, den Ruf einer Legende.
Die drittlängste Einzelrede hielt Wayne Morse mit einer über 22-stündigen Rede am 24. und 25. April 1953. Berühmt wurde auch der 15-stündige Filibuster am 12. und 13. Juni 1935 von Huey Pierce Long, in dem dieser unter anderem seine Rezepte für gebratene Austern kundgab. Robert Byrd hielt am 9. und 10. Juni 1964 eine 14-stündige Rede gegen das Bürgerrechtsgesetz. Den ersten langen Filibuster seit Einführung der Live-Übertragungen aus dem Senat hielt Alfonse D’Amato am 5. Oktober 1992 mit über 15 Stunden Rede und Gesang, um den Wegzug einer Schreibmaschinenfabrik aus seinem Heimatstaat New York zu verhindern.

### Filibuster-sichere Mehrheit
Eine Mehrheit von drei Fünfteln der Senatoren (derzeit also 60), eine sogenannte super majority („Super-Mehrheit“), kann einen Filibuster abbrechen. Eine so deutliche Mehrheit ist in der Praxis selten gegeben; und selbst bei einer formalen Mehrheit ist die Fraktionsdisziplin oftmals nicht so stark, dass die erforderliche Stimmenzahl erreicht wird.
Bei der Einführung der Regel im Jahr 1975 gab es eine Filibuster-sichere Mehrheit. Der 94. Kongress, der am 3. Januar 1975 zusammentrat, hatte eine demokratische Mehrheit von 60 Sitzen (später betrug sie vorübergehend sogar 61 Sitze). Im darauffolgenden 95. Kongress, der von 1977 bis 1979 amtierte, bestand ebenso eine Mehrheit von 61 Sitzen, die sich am 8. November 1978 nach der Wahl von David Durenberger auf 60 Sitze reduzierte. Die Mehrheit ging am 30. Dezember 1978 mit der Ernennung von Thad Cochran verloren.
Erst im Jahr 2009 gab es erneut kurzzeitig eine solche Mehrheit, wiederum für die Demokraten, wobei sie allerdings auch die unabhängigen Senatoren Joe Lieberman und Bernie Sanders umfasste.
Vom 7. Juli 2009 bis 25. August 2009 konnte sie erreicht werden, nachdem Al Franken vereidigt worden war, der die Wahl vom 4. November 2008 mit einem Vorsprung von nur 312 Stimmen gegen seinen Kontrahenten Norm Coleman gewonnen hatte, aber erst nach mehreren Nachzählungen und einem langen Rechtsstreit am 30. Juni 2009 den Sieg durch das Oberste Gericht des Bundesstaates Minnesota zugesprochen bekam. Zuvor hatte schon Arlen Specter nach 44 Jahren als Republikaner die Partei gewechselt. Verloren ging diese Mehrheit am 25. August 2009 durch den Tod von Ted Kennedy.
Vom 24. September 2009 bis 4. Februar 2010 bestand die Mehrheit erneut, nachdem Paul G. Kirk zum Nachfolger von Kennedy ernannt worden war. Jedoch trat er nicht zur Nachwahl an, und die demokratische Bewerberin Martha Coakley unterlag ihrem republikanischen Mitbewerber Scott Brown. Mit dessen Vereidigung am 4. Februar 2010 endete diese zweite kurze Periode einer Filibuster-sicheren Mehrheit.

### Einschränkung in den 2010er Jahren
Am 6. April 2017 drohte vor dem Hintergrund der Neubesetzung eines Bundesrichter-Postens ein Filibuster von Seiten der demokratischen Fraktion im Bestreben, den von Präsident Trump favorisierten Kandidaten zu verhindern. Als ein von der republikanischen Seite eingebrachter Vorschlag, die Debattenzeit auf 30 Stunden zu begrenzen und dann über die Besetzung des Amtes abzustimmen, die erforderliche absolute Mehrheit nicht erreichte, brachte die republikanische Fraktion einen Änderungsvorschlag der Geschäftsordnung ein. In der Neufassung genügt eine einfache Mehrheit, um dem Filibustierenden das Rederecht abzunehmen. Für diese Neufassung fand sich eine einfache Mehrheit. Dem Inkrafttreten schloss sich dann auch sogleich die erste Anwendung an, in der der Senat die Debatte vor Abstimmung auf 30 Stunden begrenzte. Diese Option wurde in den Medien als die „Nukleare“ bezeichnet, weil sie zum einen radikal ist und zum anderen den Republikanern nur dann zum Vorteil gereicht, wenn sie nicht in die Opposition geraten – also den Filibuster als Minderheits-Privileg wieder gebrauchen können. Unter dem Aspekt möglicher Eigeninteressen wird dies somit als sehr kurzsichtig gewertet.

### Kritik und Abschaffungsüberlegungen
Der Filibuster wird regelmäßig dafür kritisiert, für den politischen Stillstand im amerikanischen Kongress verantwortlich zu sein. In den letzten 40 Jahren bestand nur einmal, in den ersten beiden Amtsjahren von Barack Obama, eine Mehrheit im Senat, die dem Filibuster standhalten konnte. Da die Kompromissbereitschaft im Senat historisch niedrig ist, wurden seit der Einführung des Affordable Care Acts im Jahre 2010 kaum Gesetzesvorhaben von Relevanz verabschiedet. Neben einer Vielzahl von Demokraten unterstützte auch Donald Trump die Abschaffung des Filibusters. Nachdem die Demokraten mit den Wahlen im Jahr 2020 die Kontrolle des Senates knapp wiedergewannen, mehrten sich unter den Demokraten die Stimmen, die eine Abschaffung des Filibusters forderten, um Gesetzesvorhaben umzusetzen, für die die republikanischen Politiker nicht stimmen würden. Die meisten der Demokraten, die nun für eine Abschaffung plädieren, haben sich vor vier Jahren jedoch noch für den Filibuster starkgemacht, um republikanische Gesetzesentwürfe verhindern zu können, und hatten die Abschaffung des Filibuster für Supreme-Court-Richter unter dem republikanischen Mehrheitsführer McConnell sehr kritisiert. Allerdings sprach sich insbesondere der konservative Demokrat Joe Manchin gegen die Abschaffung aus. Manchin argumentierte, dass sich die Abschaffung des Filibusters rächen würde, wenn die Republikaner ihrerseits einmal wieder die Mehrheit im Kongress erringen, da die Demokraten dann nicht mehr die Möglichkeit hätten, umstrittene republikanische Gesetzesvorhaben per Filibuster zu behindern. US-Präsident Joe Biden schlug vor, zur ursprünglichen Filibuster-Regelung zurückzukehren, nach der Politiker stundenlang reden müssten, um Gesetzesvorhaben aufzuhalten.

### Filibuster in anderen Gesetzgebungsorganen in den Vereinigten Staaten
Der US-Senat ist nicht das einzige Gesetzgebungsorgan in den Vereinigten Staaten, das einen Filibuster kennt. Das Repräsentantenhaus kannte dieses Instrument früher auch, schaffte es aber 1842 ab. Durch die höhere Mitgliederzahl wäre die Zulassung des Filibuster ein Problem in der Praxis.
Auf der Ebene der Bundesstaaten gibt es gelegentlich auch Filibuster. Jedoch verbieten 36 der jeweiligen Staatssenate einen Filibuster ausdrücklich; und während er in 13 Bundesstaaten möglich ist, kommt er nur in Alabama, Nebraska, South Carolina und Texas regelmäßig vor. In letzterem Staat unterliegt er strengen Regeln: der Redner muss durchgehend zum Thema sprechen und während der ganzen Rede stehen, ohne sich anzulehnen oder abzustützen. Nach drei Verstößen wird der Redebeitrag beendet. Dennoch ist es schon mehrfach gelungen, auf diese Weise Gesetzesvorhaben entscheidend zu verzögern, indem bestimmte Fristen zum erfolgreichen Zustandekommen eines Gesetzes durch den Filibuster überschritten wurden.

## Andere Staaten

### Deutschland
In Deutschland ist die Anwendung des Filibusters unüblich. Im Deutschen Bundestag ist die Redezeit für einen Abgeordneten üblicherweise auf 15 Minuten beschränkt. Die Fraktionen teilen zudem die Redekontingente nach einem bestimmten Schlüssel auf, der so genannten „Berliner Stunde“. In der 16. Legislaturperiode wurden in einer durchschnittlichen Debattenstunde der CDU/CSU und der SPD je 19 Minuten, der FDP 8 Minuten und Bündnis 90/Die Grünen und der Linken jeweils 7 Minuten Redezeit gegeben. Durch diese Regelungen ist ein Filibuster also nicht möglich. Zur Verzögerung einer Abstimmung gibt es lediglich die Methode, die Beschlussfähigkeit des Bundestages überprüfen zu lassen. Da bei vielen Bundestagssitzungen große Teile der Abgeordneten nicht im Plenarsaal anwesend sind, würde eine solche Überprüfung oft ergeben, dass die Anzahl der Anwesenden nicht ausreicht, um Beschlüsse zu fassen. Anstehende Entscheidungen müssten vertagt werden. In so einem Fall müssten dann die Regierungskoalitionen alle Abgeordneten zusammenrufen, um Beschlussfähigkeit zu erreichen und mit der eigenen Mehrheit eine Entscheidung herbeizuführen. Dies wird nur selten angewendet.
Im Bundesrat gab es bis 2021 normalerweise keine Redezeitbeschränkung, aber auch hier waren Filibuster nicht üblich. Seit dem 26. März 2021 gibt es eine Regelredezeit von 5 Minuten und eine maximale Redezeit von 15 Minuten, die aber durch den Präsidenten verlängert werden können.
Historisch kam diese Taktik in Deutschland aber durchaus zur Anwendung. Das erste Mal genutzt wurde das Mittel der parlamentarischen Obstruktion im Jahr 1900 bei der dritten Lesung zum Streit um die Lex Heinze von den Sozialdemokraten. Da sie durch eine öffentliche Protestbewegung unterstützt wurden, siegten sie. Ebenfalls um 1900 nutzten die Sozialdemokraten im Reichstag das Mittel der „Obstruktion“, bei dem es sich auch um Filibuster handelte. Der Grund hierfür war vor allem, dass die Sozialdemokraten zwar 27 % der Stimmen erhalten hatten, aber wegen der grob verschiedenen Wahlkreisgrößen nur 14 % der Mandate. Sie wollten daher alle parlamentarischen Mittel nutzen, um schnelle Beschlüsse der konservativen Mehrheit zu verhindern. Die längste Rede hielt dabei der Zigarettenfabrikant und SPD-Abgeordnete Otto Friedrich Antrick, der am 13. Dezember 1902 im Reichstag auf eine achtstündige Redezeit kam. Sein Thema war eigentlich das Zolltarifgesetz, aber im Grunde ging es darum, eine Abstimmung über die Erhöhung der Getreidezölle hinauszuzögern. Er ging dabei so vor, dass er jeden Artikel einzeln durchging und dann eine halbe Stunde über die Bedeutung des darin Erwähnten für die deutsche Wirtschaft referierte. Er scheiterte damit allerdings. Das Gesetz kam morgens um fünf Uhr zur Abstimmung, und seine Partei unterlag. Zwanzig Jahre nach diesem Vorfall wurde mit Ende Dezember 1922 eine Redezeitbeschränkung von einer Stunde eingeführt.
Im Juli 2005 sprach Otto Schily vor dem Visa-Untersuchungsausschuss vier Stunden und 5 Minuten.

### Frankreich
In Frankreich wird vornehmlich die Form massiver Geschäftsordnungsanträge gebraucht. Hierbei spekuliert die Opposition darauf, dass der Präsident nach Artikel 49-3 der Verfassung einen Ersatzbeschluss vornimmt, mit der Begründung mangelnder Beschlussfähigkeit des Parlaments. Allerdings ist diese Aushebelung der parlamentarischen Rechte äußerst unpopulär und wird auch aus dem Regierungslager strikt abgelehnt – der Präsident würde sich dadurch öffentlich in Misskredit bringen.
Bemerkenswerte Rekorde liegen hier mit 13.000 Anträgen bei der UDF zur europäischen Regionalisierungsreform im Februar 2003, kurz danach im Juni 2003 noch übertroffen von 137.537 Anträgen der kommunistischen Fraktion und der Parti socialiste zur Fusion von GDF-Suez – dieser allein übertrifft die Zahl aller normalen Geschäftsordnungspunkte des gesamten Jahres um das Dreifache.

### Schweiz
In der Schweiz kommen Filibuster im Nationalrat aufgrund beschränkter Redezeiten kaum vor. Ähnliche Konstrukte, wie beispielsweise die Ausschöpfung des Rechts, Fragen zu stellen, mit dem Ziel, eine Abstimmung in die nächste Legislaturperiode zu schieben, kommen indessen vor.

### Japan
Verlängerte Abstimmungsprozesse nennt man gern „den langsamen Gang“, was sich oft speziell auf Verspätungen bei der Stimmabgabe bezieht. In Japan gibt es davon eine besonders theatralische Variante, bei der die Abgeordneten sich einzeln zum Urnengang aufrufen lassen, um sich dann besonders langsam zu erheben und in demonstrativ kleinen Schritten in Richtung der Wahlurne zu bewegen. Während die Regierungspartei ihre Stimmen binnen 15 Minuten abgegeben hat, braucht die Opposition hierzu fast 1½ Stunden. Dieses Gebaren hat im japanischen Sprachgebrauch den Namen „den Kuhgang einlegen“ (牛歩, ushi aruki oder gyūho) bekommen.

### Südkorea
Um ein neues Geheimdienstgesetz aufzuhalten, das dem südkoreanischen Geheimdienst NIS mehr Befugnisse zur Inlandsspionage zusprechen würde, starteten die Oppositionsabgeordneten im südkoreanischen Parlament am 22. Februar 2016 einen Redemarathon, um eine Abstimmung in dieser Parlamentsperiode aufzuhalten. Der Abgeordnete Jung Cheong Rae sprach dabei fast zwölf Stunden, eineinhalb Stunden mehr als Eun Soo-mi, die drei Tage vorher 10 Stunden und 18 Minuten am Stück geredet hatte. Der letzte Filibuster davor fand 1969 statt.

### Kanada
Eine besondere Form der Filibusterei wurde im April 1997 von der sozialdemokratischen Ontario New Democratic Party in der Legislativversammlung von Ontario gebraucht. Diese war gegen ein Gesetz der regierenden Progressive Conservative Party of Ontario gerichtet, das eine Megacity Toronto schaffen sollte. Die NDP-Fraktion generierte mithilfe eines Computers 11.500 Änderungsvorschläge, indem zu jeder Straße der neuen Stadt eine öffentliche Anhörung gefordert wurde, bei der die Bürger der jeweiligen Straße beteiligt werden sollten. Die Ontario Liberal Party beteiligte sich an der Filibusterei mit einer etwas kleineren Zahl an Anträgen, bei denen es um den Geschichtsbezug der benannten Straße ging.
Der Filibuster begann am 2. April mit dem Abbeywood Trail und beschäftigte das Parlament Tag und Nacht, wobei sich die Mitglieder in Schichten abwechselten. Am 4. April kam durch die Übermüdung der Abgeordneten sogar ein NDP-Antrag unbeabsichtigt durch und die einigen Dutzend Einwohner von Cafon Court im Stadtteil Etobicoke erhielten das Recht einer öffentlichen Befragung zum Gesetzesvorhaben, allerdings wurde dies durch einen folgenden Änderungsantrag der Regierung wieder ausgesetzt. Am 6. April, als man in der alphabetischen Liste in den Straßen beginnend mit E angekommen war, bestimmte der Parlamentspräsident Chris Stockwell, dass die 230 identischen Worte jedes Antrags nicht mehr laut vorgelesen werden sollen, sondern nur noch der Name der Straße genannt werde. Dennoch musste zu jedem Antrag abgestimmt werden, und es dauerte bis zum 8. April, um zuletzt die Zorra Street zu erreichen. Anschließend wurden die Anträge der Liberalen einer nach dem anderen abgelehnt, wobei ein ähnlicher, abgekürzter Prozess angewendet wurde. Der Filibuster endete schließlich nach 9 Tagen am 11. April.

### Italien
Ähnlich zur Filibusterei in Kanada wurde im September 2015 in Italien die Arbeit des Senats durch automatisch generierte Änderungsanträge blockiert. Der Senator Roberto Calderoli reichte 82 Millionen Änderungsanträge ein, die zuvor mit einem eigens entwickelten Algorithmus erzeugt wurden.

### Österreich
Während das Filibustern in den angelsächsischen Parlamenten als legitimes Mittel des Parlamentarismus verstanden wird, gab es solche Fälle der Obstruktion im österreichischen Reichsrat (1867 bis 1918) wegen einer unzweckmäßigen Geschäftsordnung. Es war nicht nur die Redezeit uneingeschränkt, sondern hier wurde nicht von und in alle Sprachen des Reiches übersetzt, sodass auch lange und wichtige Reden unübersetzt blieben. Obendrein durften die Parlamentarier nach Belieben lärmen, während ein Kollege sprach (Rasseln, Ratschen, Kindertrompeten, Absingen von Liedern wie z. B. Nationalhymnen etc.). Somit waren die frei gewählten Parlamente (also auch die Landtage) unbeweglich und stellten den Parlamentarismus in ein schlechtes Licht. Hitlers Eindrücke von Parlamentsarbeit etwa stammten aus dem Wiener Reichsrat. Über die Zu- und Missstände wurde damals auch in der Weltpresse berichtet, wenn z. B. der tschechisch-radikale Lisy allein mit Präsidium und Stenografen redete, ab und zu einen Bissen von seinem Wurstbrot nahm und einen Cognac trank. Zuvor wurde bereits der Böhmische Landtag von den Deutschnationalen durch Obstruktion lahmgelegt, was im Gegenzug zur Behinderung des Reichsrats vor allem durch radikale Tschechen führte.
In der jüngeren Geschichte Österreichs neigten hauptsächlich die Grünen zum Filibustern. Am bekanntesten wurde ein am 11. März 1993 begonnener Versuch, durch Dauerreden zum Thema Jute die Abschaffung der Kennzeichnungspflicht für Tropenholz zu verhindern. Insgesamt dauerte die Sitzung über 38 Stunden. Mit 10 Stunden und 35 Minuten am 11. und 12. März hielt Madeleine Petrovic für 17 Jahre den Rekord für die längste Rede im Nationalrat. Als Nachspiel wurde 1996 dann eine Geschäftsordnung beschlossen, die die Redezeit in Plenarsitzungen auf 20 Minuten beschränkte. Dies hinderte den Abgeordneten Werner Kogler aber nicht daran, bei der dem Beschluss des Budgets 2011 im Plenum vorangehenden Debatte im Budgetausschuss diesen durch eine Dauerrede am 16. und 17. Dezember 2010 erheblich zu verzögern. Die Rede begann um 13:18 Uhr und dauerte 12 Stunden und 42 Minuten bis exakt 2:00 Uhr nachts an und stellt somit einen neuen Rekord dar. Später erfolgte eine Änderung der Geschäftsordnung, sodass jeder Abgeordnete pro Debatte nur noch maximal zwei Mal das Wort ergreifen und insgesamt 20 Minuten sprechen darf. Außerdem wurde mittels Wiener Stunde die Gesamtredezeit eines Parlamentsklubs festlegt.

### Vereinigtes Königreich
Im Vereinigten Königreich wird ein erfolgreich zerredetes Gesetzesvorhaben als talked out (hinweggeredet, ausgeredet) bezeichnet.
Im britischen Unterhaus darf eine Rede, sofern sie beim Thema bleibt, beliebig in die Details gehen. Der Rekord für eine ununterbrochene Rede liegt mit sechs Stunden bei Henry Brougham, gehalten 1828. John Golding hielt 1983 eine Rede, einschließlich mehrerer Pausen, von zusammen 11 Stunden zum Thema der Reform der British Telecom. Die längste ununterbrochene Rede im letzten Jahrhundert wurde von Sir Ivan Lawrence gehalten, der zur Fluoridierungs-Verordnung eine Rede von vier Stunden 32 Minuten hielt.
Eine besondere Note dieses Verfahrens wird in einer Rede von Andrew Dismore (Labour) deutlich – sie dauerte drei Stunden 17 Minuten. In seiner Rede zur Änderung des Eigentumsschutzes im Kriminalitätsrecht akzeptierte er mehrfach Einsprüche aus dem parlamentarischen Block, auf die er jeweils sehr genau einging, um dann mit der eigenen Rede fortzufahren. Mit dieser Taktik wird ein eigentlich beschränktes Thema deutlich in die Länge gezogen.

### Australien
In Australien haben sowohl das Repräsentantenhaus als auch der Senat umfassende Regelungen zur Redezeit beschlossen, sodass ein Filibuster aktuell nicht möglich ist.

## Rezeption

### Filmische Rezeption
In die Filmgeschichte eingegangen ist die Marathonrede, die James Stewart als Senator (erfolgreich) im Spielfilm Mr. Smith geht nach Washington von 1939 hält.
Unzureichende Gelder für die Autismusforschung veranlassen den republikanischen Senator Stackhouse in der Serie The West Wing (Staffel 2, Folge 17) zu einem Filibuster. Weiter greifen die US-Serien Parks and Recreation (Staffel 1, Folge 2, und Staffel 6, Folge 6, 2013), King of the Hill (Staffel 4 Folge 22) und House of Cards (2013+) das Thema Filibuster humoristisch auf. Auch in der Serie Alpha House (Staffel 1, Folge 1) wird ein Filibuster verwendet.